# Obereopsis coimbatorensis
Obereopsis coimbatorensis är en skalbaggsart som beskrevs av Stefan von Breuning 1957. Obereopsis coimbatorensis ingår i släktet Obereopsis och familjen långhorningar. Inga underarter finns listade i Catalogue of Life.